# اچ‌ام‌ای‌اس بارکو (کی۳۷۵)
اچ‌ام‌ای‌اس بارکو (کی۳۷۵) (به انگلیسی: HMAS Barcoo (K375)) یک کشتی بود که طول آن ۲۸۳ فوت (۸۶٫۲۶ متر) بود. این کشتی در سال ۱۹۴۳ ساخته شد.